# Rochdale
Rochdale è il centro urbano di 95 796 abitanti sede di un borgo della contea della Greater Manchester, in Inghilterra. 
Centro di lavorazione della lana nel medioevo, durante la rivoluzione industriale divenne uno dei principali centri dell'industria tessile inglese sperimentando un vero e proprio boom economico. Nel 1844 fu fondata a Rochdale la prima cooperativa del mondo.

## Geografia
Rochdale è situata nella vallata del fiume Roch, alle pendici dei monti Pennini meridionali. La città è situata a 15,8 km a nord-est di Manchester.

## Storia
Fu citata per la prima volta nel Domesday Book del 1086 come Recedham Manor. Nel 1251 furono riconosciuti alla località i diritti cittadini acquisendo poi nei secoli successivi una relativa importanza come centro di lavorazione della lana.
Con l'inizio della rivoluzione industriale Rochdale fu uno dei primi villaggi a vivere la cruciale fase di cambiamenti economici e sociali che di lì a poco avrebbero trasformato per sempre l'Inghilterra. Grazie alla presenza nei dintorni di numerose miniere di carbone infatti i macchinari a propulsione ad acqua dei filatoi locali vennero presto sostituiti da macchine a vapore. Quasi in contemporanea l'industria della lana lasciò piede a quella cotone. Nel XIX secolo Rochdale si affermò come una delle capitali del tessile dell'intero Regno Unito grazie alla presenza di numerosi filatoi. L'impetuosa crescita industriale comportò anche una vertiginosa espansione edilizia del tessuto urbano. Rochdale passò così in pochi anni dall'essere un semplice villaggio ad una città operaia ed industriale. A favorire l'impetuoso sviluppo economico locale vi fu anche l'apertura di alcune importanti infrastrutture, come il canale di Rochdale nel 1804 e la ferrovia per Manchester nel 1839, che favorirono l'esportazione di materie prime e prodotti finiti. 
Nel 1844 fu aperto lo spaccio della Rochdale Equitable Pioneers Society, ovvero quella che è considerata la prima cooperativa di consumo del mondo.
Nella seconda metà del XX secolo l'industria tessile locale entrò in una fase di inarrestabile declino.

## Monumenti e luoghi d'interesse
- Municipio di Rochdale, del 1871, esempio di architettura vittoriana, è un monumento classificato con il I Grade.

## Infrastrutture e trasporti

### Strade
La principale via d'accesso è l'autostrada M62.

## Sport

### Calcio
La principale squadra di calcio della località è il Rochdale Association Football Club. Fondato nel 1907, disputa i suoi incontri interni allo Spotland Stadium.

## Amministrazione

### Gemellaggi
- Tourcoing, Francia, dal 1956
- Bielefeld, Germania, dal 1953